# Danville (Nuevo Hampshire)
Danville es un pueblo ubicado en el condado de Rockingham en el estado estadounidense de Nuevo Hampshire. En el Censo de 2010 tenía una población de 4.387 habitantes y una densidad poblacional de 142,33 personas por km².

## Geografía
Danville se encuentra ubicado en las coordenadas 42°55′41″N 71°7′13″O / 42.92806, -71.12028. Según la Oficina del Censo de los Estados Unidos, Danville tiene una superficie total de 30.82 km², de la cual 30.35 km² corresponden a tierra firme y (1.53%) 0.47 km² es agua.

## Demografía
Según el censo de 2010, había 4.387 personas residiendo en Danville. La densidad de población era de 142,33 hab./km². De los 4.387 habitantes, Danville estaba compuesto por el 96.67% blancos, el 0.64% eran afroamericanos, el 0.18% eran amerindios, el 0.3% eran asiáticos, el 0.05% eran isleños del Pacífico, el 0.27% eran de otras razas y el 1.89% pertenecían a dos o más razas. Del total de la población el 1.55% eran hispanos o latinos de cualquier raza.